# 대동 (대전)
대동(大洞)은 대전광역시 동구에 속한 법정동 및 행정동이다. 대전역 동서관통도로와 대전 도시철도가 개통되었고, 현재 대진1지구, 대동지구 주거환경개선사업, 대전역세권 개발사업 등이 추진되고 있어 상권 및 주거환경 부분에서 최적지로 부상하고 있다. 대동은 대동5거리를 중심으로 한 사통팔달의 명실상부한 대전 동부지역의 교통 중심지이나 대동천을 중심으로 형성된 기존 도심으로 그동안 지역개발 사업 미비로 인해 도시기반이 취약하였다.

## 연혁
- 백제 우술군
- 신라 비풍군
- 고려 초기 회덕현
- 1018년 고려 현종 9년 공주부
- 조선 태종 13년 공주군 산내면
- 1895년 조선 고종 32년 회덕군 외남면 대동리, 신대리(새터)라고 불림
- 1914년 대동은 신안리, 하신리, 소제리 각 일부를 병합하였고, 신안동은 대동리, 정포리 각 일부를 병합하여 대동리, 신대리라 하여 대전군 외남면에 편입되었다가, 1931년 대전읍에 편입되어 대동은 대동정, 신안동은 동정이라 하였다.
- 1946년 해방과 더불어 일제식 동명변경에 따라 대동 및 신안동으로 개칭
- 1972년 1월 1일 행정구역 개편에 의하여 대동은 대1동과 대2동으로 분리
- 1998년 10월 13일 소규모 행정동 통폐합에 따라 대1동과 신안동이 통합되어 대신동으로, 대2동은 대동으로 개칭되었다.
- 2008년 9월 1일 대동과 대신동(신안동 제외)이 통합되어 대동이 되었다.[2]

## 법정동
- 대동

## 교육
- 대전대동초등학교
- 한밭여자중학교
- 대전여자고등학교

## 아파트
| 단지명               | 건설사                | 시행사           | 주소                   | 입주        | 비고                                       |
| -------------------- | --------------------- | ---------------- | ---------------------- | ----------- | ------------------------------------------ |
| 새들뫼휴먼시아 1단지 | 삼능건설㈜            | 한국토지주택공사 | 동구 계족로 137        | 2010년 10월 | 대신지구 주거환경개선사업 2단지는 국민임대 |
| 새들뫼휴먼시아 2단지 | 벽산건설              | 한국토지주택공사 | 동구 계족로 135        | 2010년 7월  | 대신지구 주거환경개선사업 2단지는 국민임대 |
| 대동 펜타뷰          | 한진중공업㈜ 건설부문 | 한국토지주택공사 | 동구 계족로140번길 33  | 2011년 10월 | 대동지구 주거환경개선사업                  |
| 이스트시티 1단지     | 금호산업㈜            | 한국토지주택공사 | 동구 동대전로46번길 30 | 2018년 11월 | 대신2지구 주거환경개선사업                 |

## 교통
- 대전 도시철도 1호선 대동역